# Pediatric Pulmonology
Pediatric Pulmonology es una revista médica mensual revisada por pares que cubre la neumología pediátrica. Fue fundada en 1985 y su editora en jefe es Susanna McColley, MD. Según Journal Citation Reports, la revista tenía un factor de impacto de 3.039 en 2020, ubicándose en el puesto 36 entre 129 revistas en la categoría Pediatría y en el puesto 36 entre 64 en la categoría Sistema respiratorio. 

## Métricas de revista
2024
- Web of Science Group : 3.039
- Índice h de Google Scholar: 111
- Scopus: 3.363